# Лассандер, Дагмар
Дагмар Лассандер (наст. Дагмар Режин Хагер; род. 16 июня 1943) — немецкая актриса.
Родилась в Праге от отца-француза и матери чилийско-немецкого происхождения. Карьеру в искусстве начала в качестве художника по костюмам в Берлинской Опере. Её первая роль в кино состоялась в 1966 году в фильме Вилла Тремпера Sperrbezirk. Начиная с 1969 года, она начала сниматься регулярно, особенно в жанровом кино: криминальные, ужасы, эротика. В 1980-х годах появилась в нескольких итальянских сериалах и французско-немецком художественном фильме «Убийство в Сан-Сальвадоре».
Персонаж Лассандер Дагмар в итальянском фильме ужасов 2015 года «Мы ещё здесь» назван в её честь.

## Избранная фильмография
| Год  |   | Русское название                            | Оригинальное название                     | Роль                    |
| ---- | - | ------------------------------------------- | ----------------------------------------- | ----------------------- |
| 1967 | ф | Клуб убийц в Бруклине                       | Der Mörderclub von Brooklyn               | Джин Дайерс             |
| 1969 | ф | Самка                                       | Femina ridens                             | Мэри                    |
| 1970 | ф | Дело совести                                | Un caso di coscienza                      | Аннализа                |
| 1970 | ф | Топор для новобрачной                       | Il rosso segno della follia               | Хелен Вуд               |
| 1970 | ф | Грязные фото для дамы вне всяких подозрений | Le foto proibite di una signora per bene  | Мину                    |
| 1971 | ф | Игуана с огненным языком                    | L’iguana dalla lingua di fuoco            | Хелен Собески           |
| 1973 | ф | Советники                                   | Il consigliori                            | Лора Мерчисон           |
| 1974 | ф | Одуванчик                                   | Pusteblume                                | Дорен                   |
| 1975 | ф | Грехи молодости                             | Peccati di gioventù                       | Ирен Серра              |
| 1975 | ф | Пороки носят чёрные носки                   | Il vizio ha le calze nere                 | Леонора Ансельми        |
| 1976 | ф | Чёрная Эмануэль 2                           | Emanuelle nera nº 2                       | Сьюзан Гарднер          |
| 1976 | ф | Подросток                                   | L’adolescente                             | Катя Сольвж             |
| 1976 | ф | Женщина-оборотень                           | La lupa mannara                           | Елена                   |
| 1976 | ф | Смешанный класс                             | Classe mista                              | профессор Карла Моретти |
| 1976 | ф | Всеобщее чувство стыда                      | Il comune senso del pudore                | Ингрид Стрейссберг      |
| 1976 | ф | Чёрный корсар                               | Il Corsaro Nero                           | маркиза Бермехо         |
| 1978 | ф | Громила в Африке                            | Piedone l’africano                        | Марджи Коннорс          |
| 1978 | ф | Чайки летают низко                          | I gabbiani volano basso                   | Ампаро                  |
| 1980 | ф | Сахар, мёд и перчик                         | Zucchero, miele e peperoncino             | Мара Менкаччи           |
| 1981 | ф | Чёрный кот                                  | Black Cat                                 | Лилиан Грейсон          |
| 1981 | ф | Дом на краю кладбища                        | Quella villa accanto al cimitero          | Лаура Глиттерсон        |
| 1983 | ф | Глаза, сглаз, петрушка и укроп              | Occhio, malocchio, prezzemolo e finocchio | Людовика Марчиалла      |
| 1983 | ф | Убийство в Сан-Сальвадоре                   | S.A.S. à San Salvador                     | Мария Луиза Дельгадо    |
| 1984 | ф | Преступление в «Формуле-1»                  | Delitto in Formula Uno                    | синьора Мартелли        |
| 1984 | ф | Акула-монстр                                | Shark — Rosso nell’oceano                 | Соня Вест               |
| 1985 | ф | Удовольствие                                | Il piacere                                | Роза                    |
| 1986 | с | Спрут 2                                     | La piovra 2                               | Мануэла Каннито         |
| 1987 | ф | Семья                                       | La famiglia                               | Марика                  |
| 2016 | ф | Томмазо                                     | Tommaso                                   | Стефания                |